# Sinogeotrupes taiwanus
Sinogeotrupes taiwanus is een keversoort uit de familie mesttorren (Geotrupidae). De wetenschappelijke naam van de soort werd in 1995 gepubliceerd door Miyake & Yamaya.